# 芒特奧利夫 (北卡羅萊納州)
芒特奧利夫（英語：Mount Olive）是一個位於美國北卡羅萊納州杜普林縣及韋恩縣的城鎮。

## 人口
根據2020年美國人口普查的數據，芒特奧利夫的面積為7.09平方千米，皆為陸地。當地共有人口4198人，而人口密度為每平方千米592人。